# Adam Falkenstein
Adam Falkenstein (Planegg, 17 settembre 1906 – Heidelberg, 16 ottobre 1966) è stato un assiriologo tedesco.

## Biografia
Falkenstein ha studiato assiriologia a Monaco di Baviera e Lipsia. Si è occupato principalmente della scrittura cuneiforme, in particolare delle scoperte ad Uruk, dei sumeri e della loro lingua. Dal 1930 in poi ha insegnato come professore di assiriologia all'Università di Gottinga. Nel 1939 si è unito al Partito Nazionalsocialista Tedesco dei Lavoratori. Nel 1940 ha accettato un incarico presso l'Università di Heidelberg come professore di lingue semitiche, e un anno dopo è volato a Baghdad insieme a Fritz Grobba quando Muḥammad Amīn al-Ḥusaynī e Rashīd ʿĀlī al-Kaylānī hanno organizzato un breve colpo di Stato filo-tedesco supportato dalle spedizioni di armi del Reich. Successivamente è stato assunto dai Servizi esteri tedeschi in Turchia e non si sa nulla della sua denazificazione.
Dal 1939 al 1944 è stato editore della rivista accademica Orientalische Literaturzeitung, mentre dal 1950 fino alla sua morte, avvenuta nel 1966, ha curato la Zeitschrift für Assyriologie. Nei primi anni cinquanta riprese i suoi insegnamenti all'Università di Heidelberg.

## Opere selezionate

### Come autore
- 1931: Die Haupttypen der sumerischen Beschwörung
- 1936: Archaische Texte aus Uruk
- 1938: Die hethitisch-akkadische Bilingue des Hattusili I. Labarna II. (con Ferdinand Sommer)
- 1941: Topographie von Uruk
- 1953: Sumerische und akkadische Hymnen und Gebete (con Wolfram von Soden)
- 1956: Die neusumerischen Gerichtsurkunden, Teil 1 - 3

### Come editore
- 1931: Literarische Keilschrifttexte aus Uruk
- 1960: Denkschrift zur Lage der Orientalistik